# Бове, Арманд
Арма́нд Жюли́ Бове́ (англ. Armand Julie Beauvais; 6 сентября 1783, приход Пойнт-Купи, Луизиана — 18 ноября 1843, Новый Орлеан, Луизиана) — американский политик, судья, 7-й губернатор Луизианы.

## Биография
Арманд Бове родился 6 сентября 1783 года в приходе Пойнт-Купи, штат Луизиана. Получил домашнее образование.
В 1810 году Бове был назначен судьёй прихода Пойнт-Купи. С 1814 по 1816 год, а также с 1818 по 1822 год он был членом Палаты представителей Луизианы. С 1822 по 1830 год Бове был сенатором штата, в том числе с 1827 по 1830 год — был его председателем.
6 октября 1829 года скончался губернатор Пьер Дербиньи, и Бове, который в то время возглавлял Сенат Луизианы, принял на себя обязанности губернатора согласно конституции штата. Во время короткого пребывания Бове в должности, резиденция правительства была перенесена из Нового Орлеана в Доналдсонвилл. 14 января 1830 года Бове не был переизбран председателем Сената, поэтому ему также пришлось покинуть пост губернатора.
Бове вернулся на своё место в сенате, чтобы закончить срок своих полномочий. В 1833 году он вновь был назначен сенатором штата, чтобы заполнить оставшийся срок полномочий подавшего в отставку сенатора Шеневерта, и служил в этой должности до 1834 года.
В 1839 году Бове столкнулся с финансовыми трудностями и распродал всё своё имущество на открытом аукционе. Губернатор Арманд Бове скончался 18 ноября 1843 года.